# Yvonne Meyer
Yvonne Meyer (* in Rio de Janeiro) ist eine brasilianische Balletttänzerin und Tanzpädagogin.
Meyer war Schülerin von Tatiana Leskova, Vaslav Veltchek und Igor Schwezoff. Sie begann ihre Laufbahn beim Jugendballett von Rio de Janeiro und war dann am Theatro Municipal engagiert, wo sie schnell zur Ersten Tänzerin aufstieg. 1954 wurde sie in Paris Mitglied des Grand Ballet du Marquis de Cuevas und trat dort mit Partnern wie Serge Golovine, George Zoritch und George Skibine auf.
Nach 1958 gehörte sie u. a. den Kompanien von Miroslav Miskowitch und Janine Charrat, dem Edinburgh Festival Ballet, Léonide Massines Ballet Europeo de Nervi, Ruth Pages Chicago Opera Ballet und Walter Gores London Ballett an. Sie arbeitete unter anderem mit den Choreographen Léonide Massine, David Lichine, Bronislawa Nijinska, Alan Carter, Maurice Béjart, John Taras und Serge Lifar. U.a. tanzte sie Hauptrollen in Romeo und Julia von Prokofjew in der Choreographie von Skibine und Der Ritter und die Dame von Philippe Gaubert unter Lifar.
Meyer unterrichtete u. a. am Conservatoire de Levalois-Perret, dem Centre de danse de Paris und dem Studio Manasse und gab Kurse an der Oper und dem Städtischen Theater von Rio de Janeiro. Sie ist Direktorin der Académie de Danse Montparnasse.